# Cuesta de Lagunas
Cuesta de Lagunas es una localidad peruana ubicada en el distrito de Sapillica, perteneciente a la provincia de Ayabaca del departamento de Piura, al norte del Perú. 

## Ubicación
Cuesta de Lagunas se ubica al oeste de la provincia de Ayabaca, en el distrito de Sapillica, en el departamento de Piura.

## Demografía
En 2017 Cuesta de Lagunas tenía una población de 35 habitantes.
| Gráfica de evolución demográfica de Cuesta de Lagunas entre 1993 y 2017 |
|                                                                         |
| Fuentes: Población 1993 y 2017                                          |